# Club Natació Tortosa
El Club Natació Tortosa és una entitat poliesportiva, amb seu a la ciutat de Tortosa. Va ser creat el 1974 i el 2017 comptava amb un centenar de nedadors i nedadores.

## Història
Fundat el 1974 amb Felipe Tallada Ravanals com a primer president, va començar a competir a les piscines de l'Estadi Ferreries. El 1990, durant el mandat de Jordi Fort i Solé (1987-2000) es van crear les seccions d’atletisme, triatló i salvament i socorrisme. Va organitzar, entre d'altres, el Campionat d'Espanya de natació sincronitzada del 1998 i el de salvament aquàtic de 1999.
De les seves seccions en van sortir esportistes com l'atleta Laia Forcadell Arenas, especialitzada en 400 metres tanques, que posteriorment guanyaria diversos títols nacionals i internacionals, així com les nedadores Maria Cotaina, medalla d'or al Campionat de Catalunya júnior de 2011 en 50 metres papallona, i Anna Aïda Martí Arasa, especialitzada en 50 i 100 metres papallona. Martí va guanyar bronze als Campionats d'Europa Júnior del 2009 en 4x100 estils amb la selecció estatal i fou finalista als Jocs Olímpics júnior celebrats a Singapur en 100 metres papallona. Va fer el rècord d'Espanya júnior en 50 metres papallona, que el 2020 encara no havia estat batut, i fou campiona de Catalunya i Espanya en diferents especialitats.
Cap l'any 2002 el CN Tortosa va tancar la seva secció d'atletisme, donant lloc al Club Atlètic Terres de l’Ebre.
El 2018 va entrar en funcionament la piscina del nou «Complex Esportiu WIN Tortosa» de 25 x 20m i 10 carrers d'entrenament, on el CN Tortosa va traslladar la seva activitat. Amb això el CN Tortosa va veure satisfeta una vella reclamació de millora de les instal·lacions que venia de lluny.

## Activitat
Des del 2001, el club és l'organitzador principal de l'anomenada «Baixada del Renaixement nedant l'Ebre», una competició que consisteix en nedar 12.522 metres entre Xerta i Tortosa. L'activitat té lloc durant les Festes del Renaixement de Tortosa i la festa major de Xerta. La 19a edició de l'esdeveniment va ser ajornada a causa de la Covid-19, però l'any següent a la pandèmia es va poder reprendre l'activitat.
El club competeix a la Segona Divisió de la Copa Catalana de Clubs. L'any 2022, va participar al campionat Open de Màsters de Catalunya, celebrat a les instal·lacions del CN Sabadell, i dos membres de l'equip van aconseguir dues medalles: Gerard Zamora va guanyar la plata als 50 metres lliures i Carme Castellano va obtenir el bronze als 200 metres lliures. El 2023, el club es va proclamar campió de la Copa Catalana Infantil —Grup 5—, disputada a les instal·lacions del CN Figueres.
Durant el 2022-23, el club va ser amfitrió de la Final Nacional de Natació dels Jocs Esportius Escolars de Catalunya, un programa de la Secretaria General de l’Esport i l’Activitat Física de la Generalitat de Catalunya. Les proves van tenir lloc a la piscina del «Complex Esportiu WIN Tortosa».
El Club Natació Tortosa, cada any, organitza un repte solidari per recaptar diners per a la Marató de TV3.